# Palaeontinodes minor
Palaeontinodes minor  (лат.) — ископаемый вид цикадовых полужесткокрылых насекомых рода Palaeontinodes (семейство Palaeontinidae). Обнаружен в юрских отложениях Кыргызстана: (Shurab III, Sagul Formation, плинсбахский ярус, возраст около 185 млн лет).

## Описание
Крупного размера ископаемые полужесткокрылые, которые были описаны по отпечаткам, длина переднего крыла 30,2 мм, ширина 12 мм.
Вид Palaeontinodes minor был впервые описан в 1965 году энтомологами Е. Е. Беккер-Мигдисовой и Р. Уоттоном (R. D. Wootton).
Таксон Palaeontinodes minor включён в состав рода Palaeontinodes Martynov 1937 вместе с видами Palaeontinodes chengdeensis Hong 1983, Palaeontinodes daohugouensis Wang and Zhang 2007, Palaeontinodes haifanggouensis Hong 1983, Palaeontinodes locellus Wang and Zhang 2007, Palaeontinodes reshuitangensis Wang and Zhang 2007, Palaeontinodes separatus Wang and Zhang 2007 и Palaeontinodes shabarovi Martynov 1937.